# Alzira (Espanha)
Alzira (em valenciano e oficialmente) ou Alcira (em castelhano) é um município da Espanha na província de Valência, Comunidade Valenciana. Tem 110,5 km² de área e em 2021 tinha 44 865 habitantes (densidade: 406 hab./km²).
É banhada pelo rio Júcar. Tem uma importante produção agrícola, de citrinos e de arroz. Possui indústria variada (papel, química e alimentar). No município situa-se o Mosteiro de la Murta, do século XIV.